# Begonia aborensis
Begonia aborensis es una especie de planta de la familia Begoniaceae. Esta begonia es originaria de Vietnam. La especie pertenece a la sección Sphenanthera; fue descrita en 1920 por el botánico británico Stephen Troyte Dunn (1868-1938). El epíteto específico es aborensis que significa «de Abor», una región de Arunachal Pradesh, en India.